# Кобзар Олександр Миколайович
Олекса́ндр Микола́йович Кобза́р (нар. 18 травня 1976, Київ, Українська РСР) — український актор театру і кіно, режисер. Актор Київського академічного театру драми і комедії на лівому березі Дніпра (2004—2016). Заслужений артист України (2017), Народний артист України (2025). Актор Національного академічного драматичного театру імені Лесі Українки (з 2016).

## Життєпис
У 2000 році закінчив Київський державний інститут театрального мистецтва імені Івана Карпенка-Карого (зараз Київський національний університет театру, кіно і телебачення імені Івана Карпенка-Карого), курс Народного артиста України Б. П. Ставицького. У 2005 році закінчив той же університет за спеціальністю «Режисура драматичного театру», курс К. М. Дубініна.
З 2004 по 2016 рік — працював в Київському академічному театрі драми і комедії на лівому березі Дніпра.
За підсумками 2007 року — став лауреатом професіональної театральної премії «Київська пектораль» в номінації «Найкраще виконання чоловічої ролі» за роль Віктора у виставі «Останній герой» Олександра Марданя.
В 2009 році, разом з актором і режисером Андрієм Самініним, написав інсценізацію і поставив виставу «Граємо Чонкіна» за романом Володимира Войновича «Життя і незвичайні пригоди солдата Івана Чонкіна».
У 2012 році знявся у фільмі «Поводир», де виконав одну з головних ролей.
У 2016 року — актор Національного академічного драматичного театру імені Лесі Українки.

### Акторські роботи
Київський академічний театр драми і комедії на лівому березі Дніпра
- 2005 — «Спокусити, але не закохатися» за п'єсою «Закінчення Дон Жуана» Едварда Радзинського — Дон Жуан
- 2005 — «Сірано де Бержерак» Едмона Ростана — Капітан Карбон
- 2001 (введення з 2005) — «Глядачі на виставу не допускаються!» за п'єсовю «Театр» Майкла Фрейна; реж. Юрій Одинокий — Ллойд Даллас
- 2005 — «Ромео і Джульєтта» за однойменою п'єсою Вільяма Шекспіра — Абрам
- 2006 — «Черга» Олександра Марданя — бізнесмен
- 2007 — «Останній герой» Олександра Марданя — Віктор
- 2008 — «Лоліта» за мотивами однойменного роману Володимира Набокова; реж. Андрій Білоус — Доктор Куїлті
- 2000 (введення з 2008) — «Анна Кареніна» за мотивами однойменного роману Льва Толстого; реж. Едуард Митницький — Костянтин Левін
- 2008 — «Річард III» за однойменною п'єсою Вільяма Шекспіра; реж. Андрій Білоус — Лорд Стенлі
- 2009 — «Граємо Чонкіна» Олександра Кобзаря та Андрія Самініна за романом-анекдотом Володимира Войновича; реж. Олександр Кобзар та Андрій Самінін — Командир Губа, Голова Голубєв

### Режисерські роботи
- 2009, 16 жовтня — «Граємо Чонкіна» Олександра Кобзаря та Андрія Самініна за романом-анекдотом Володимира Войновича ((у співрежисурі із Андрієм Самініним)[2]

## Фільмографія
- 2006 — «Дев'ять життів Нестора Махно» — Омелян Махно
- 2009 — «Тяжіння» — Олег Сергійович Нестеров
- 2011 — «Доставити за всяку ціну» — Череп
- 2011 — «Доярка з Хацапетівки-3» — Віктор Капралов, актор (в титрах не вказаний)
- 2011 — «„Кедр“ пронизує небо» — Гельмут Греттрупп, німецький інженер-атомник
- 2011 — «Павутинка бабиного літа» — Антон Куніцин
- 2011 — «Лють» — Ілля Андрійович Розін, анестезіолог
- 2011 — «Я тебе ніколи не забуду» — Петро Михайлович Незлобін, слідчий
- 2011 — «Чемпіони з підворіття» — Ворон
- 2012 — «Матч» — Георгій Шевцов
- 2012 — «Кохання зі зброєю» — Максим Балашов, спецназівець
- 2012 — «Мрії з пластиліну» — Аркадій Михайлович Туркін, чиновник
- 2012 — «Політ метелика» — Дмитро Дмитрович Соколов, майор ФСБ
- 2012 — «Остання роль Ріти» — Антон Олексійович Рожков, продюсер
- 2013 — «Смерть шпигунам. Прихований ворог» — Вальд
- 2013 — «Сонцестояння» — Михайло
- 2013 — «Бомба»
- 2013 — «Подвійне життя» — Саня, бармен
- 2013 — «Полонянка» — Родіон
- 2013 — «Поводир» — Володимир, співробітник ОГПУ
- 2013 — «Темні лабіринти минулого» — Борис
- 2014 — «Справа для двох» — Костянтин Скворцов
- 2014 — «Лабіринти долі» — Геннадій, чоловік Ольги
- 2014 — «Поки станиця спить» — Ілля Савелійович Рогожин
- 2014 — «Таємне місто-2» — Купріянов
- 2015 — «Закохані жінки» — Григорій
- 2015 — «За законами воєнного часу» — Олександр Сергєєв, слідчий військової прокуратури
- 2015 — «Никонов і Ко» — Сергій Ніконов
- 2016 — «Вісім» — головна роль
- 2016 — «25-а година» — Філіп Громов
- 2016 — «Родичі» — Михайло Іванович в молодості
- 2016 — «Будинок на холодному ключі» — епізод
- 2016 — «Громадянин Ніхто» — Антон Олегович Брикер
- 2016 — «Забудь і згадай» — Леонід Костянтинович Мазов
- 2017 — «Біжи, не оглядайся!»
- 2017 — «Перехрестя» — Олександр Вербов
- 2018 — «За три дні до кохання»
- 2018 — «Казка про гроші» — чорт Хапун
- 2018 — «Чаклунки»
- 2018 — «Скажене весілля» — Тарас
- 2019 — «Інша» — Ратов
- 2019 — Замок на піску
- 2019 — Повернення — Вадим
- 2019 — «Скажене весілля 2» — Тарас
- 2020 — Проти течії
- 2021 — «Пульс» — батько Оксани
- 2023 — «Батько» — Влад Артем'єв